# Šipovo
Šipovo (serbisk kyrilliska Шипово) är en stad och kommun i Republika Srpska, Bosnien och Hercegovina. Šipovo hade 10 293 invånare år 2013.